# Gallus varius
El gallo de Java o gallo verde (Gallus varius) es una especie de ave galliforme de la familia Phasianidae. Es de tamaño mediano, de hasta 75 cm de largo. Trabajos recientes han revelado que el género Gallus y los faisanes no son monofiléticos.[cita requerida]

## Descripción
La coloración del gallo verde es sexualmente dicromática. El plumaje del macho es oscuro casi negro a distancia. Una vista más cercana revelará un hermoso plumaje de iridiscentes plumas brillantes que aparentan el patrón de los colores que hoy en día observamos en el pavo ocelado (Meleagris ocellata) y el pavo real cuelliverde (Pavo muticus). Cada una de las escalas son azulejas que llevan hasta el verde bronceado, neutralizando algunas plumas en la garganta, cuello o manto del macho que son de color verde ocelado y brillante reflectantes de luz y de color violeta en el próximo. La menor cobertera de las alas es de un llamativo color naranja quemado con centros de bronceado negro. Los bordes distales de las grandes coberteras secundarias son ocre vivo. Al igual que su especie hermana, Gallus gallus, el pecho y las regiones ventrales son de una luz densa que absorbe negro. Al igual que su pariente más cercano, el gallo de Ceilán (Gallus lafayetii), el macho de gallo de Java exhibe vivos colores que contrastan con el rojo escarlata oscuro de la cara. Asimismo, exhibe un poco de azul en la cresta que en su mayoría es rosada. Su barba es también del mismo color, pero está rodeada de azul en los bordes y amarillo cerca de la garganta. La hembra es predominantemente de color marrón con ocasionales plumas verdes y no tiene cresta predominante.

## Distribución y hábitat
Es endémico de Java, Bali, Lombok, Komodo, Flores, Rinca y otras islas de Indonesia. Se ha introducido en las islas Cocos, donde existe una población silvestre pequeña. Es capaz de volar entre las islas en su área de distribución natural, donde habita y se reproduce.

## Comportamiento
Por lo general vive en grupos de dos a cinco ejemplares en la naturaleza y dirigidos por un macho dominante, que guía a su manada para alimentarse y beber y luego llevarlos de nuevo a la loma del bosque donde abundan. Por la noche duermen en bambúes de 15 a 20 pies de altura.

### Reproducción
Si las condiciones son favorables para el gallo de Java, los machos empezaran a reproducirse con las hembras a principios del verano, en enero-abril.
Las hembras cavan un hoyo en el suelo donde depositan 3-6 huevos que incubaran por 21 días. En la época de reproducción los machos dominantes de cada manada son desafiados por otros machos sin grupo. Los dos o hasta más retadores se baten las alas y se gritan y picotean con sus picos mientras se atacan con las espuelas. 

## Relación con el hombre
El gallo de Java se mantiene en perfecto estado y cada vez hay más que se crían en cautividad, aunque la población silvestre está disminuyendo rápidamente. Esto se debe a que estas aves se crían mucho en cautiverio y son cruzados con el gallo doméstico produciendo el Bekisar, el cual se ha vuelto muy popular en la provincia de Java Oriental y se ha convertido en la mascota de la zona. Por tanto, el gallo de Java exige condiciones más protegidas para cuidar de su verdadera población. Los gallos de Java cautivos requieren aviarios cálido, con infinidad de hojas y la cubierta, debido a su carácter tímido y se alimentan con granos y semillas, así como de frutas e insectos, ya que estos son el mismo tipo de comida que se alimentan en la naturaleza. Esta ave ha sido conocida por mucho tiempo como un animal de compañía por su belleza y canto único.